# Jimmy Kimmel
James Christian Kimmel (Nueva York, Estados Unidos; 13 de noviembre de 1967), más conocido como Jimmy Kimmel, es un comediante, actor, presentador, guionista y productor de televisión italoestadounidense. Es más conocido por ser el productor ejecutivo y presentador del talkshow Jimmy Kimmel Live!, de la cadena ABC, desde 2003. También es conocido por participar en producciones como The Man Show, Win Ben's Steins Money, y por haber producido Crank Yankers, Sports Show with Norm Mcdonald y The Andys Milonakis Show.

## Primeros años
Kimmel nació en Brooklyn, Nueva York, siendo el mayor de tres hermanos.
Desde que nació, le inculcaron los valores de la religión católica y sirvió como monaguillo. Kimmel tiene ascendencia italiana por parte de su madre. Sus padres son inmigrantes de Alemania y su familia se mudó a Las Vegas, Nevada, cuando él tenía nueve años.

## Vida personal
Kimmel y su primera esposa, Gina Maddy, se casaron en 1988 y se divorciaron en 2002. Juntos tuvieron dos hijos, Kevin y Katherine. Además, tuvo una relación con la comediante Sarah Silverman.
Desde 2013 está casado con la escritora de televisión Molly McNearney. El 10 de julio de 2014 nació la primera hija de la pareja, Jane Kimmel.
Kimmel ha hablado en repetidas ocasiones sobre la condición de narcolepsia que sufre desde niño.

## Filmografía
| Año  | Película                       | Papel               |
| ---- | ------------------------------ | ------------------- |
| 2017 | The Boss Baby                  | Ted Templeton (Voz) |
| 2021 | The Boss Baby: Family Business | Ted Templeton (Voz) |

## Premios y nominaciones
| Premios Primetime Emmy | Premios Primetime Emmy                    | Premios Primetime Emmy                                                                     | Premios Primetime Emmy | Premios Primetime Emmy |
| Año                    | Categoría                                 | Trabajo nominado                                                                           | Resultado              | Ref.                   |
| ---------------------- | ----------------------------------------- | ------------------------------------------------------------------------------------------ | ---------------------- | ---------------------- |
| 2012                   | Mejor serie de variedades                 | Jimmy Kimmel Live                                                                          | Nominado               | [ 7 ]                  |
| 2013                   | Mejor serie de variedades                 | Jimmy Kimmel Live                                                                          | Nominado               | [ 7 ]                  |
| 2013                   | Mejor guion para serie de variedades      | Jimmy Kimmel Live                                                                          | Nominado               | [ 7 ]                  |
| 2014                   | Mejor serie de variedades                 | Jimmy Kimmel Live                                                                          | Nominado               | [ 7 ]                  |
| 2015                   | Mejor serie de variedades con entrevistas | Jimmy Kimmel Live                                                                          | Nominado               | [ 7 ]                  |
| 2016                   | Mejor serie de variedades con entrevistas | Jimmy Kimmel Live                                                                          | Nominado               | [ 7 ]                  |
| 2017                   | Mejor programa especial                   | The Oscars                                                                                 | Nominado               | [ 7 ]                  |
| 2017                   | Mejor serie de variedades con entrevistas | Jimmy Kimmel Live                                                                          | Nominado               | [ 7 ]                  |
| 2018                   | Mejor especial de variedad (en vivo)      | The Oscars                                                                                 | Nominado               | [ 7 ]                  |
| 2018                   | Mejor serie de variedades con entrevistas | Jimmy Kimmel Live                                                                          | Nominado               | [ 7 ]                  |
| 2019                   | Mejor especial de variedad (en vivo)      | Live In Front Of A Studio Audience: Norman Lear’s ‘All In The Family’ And ‘The Jeffersons' | Ganador                | [ 7 ]                  |
| 2019                   | Mejor serie de variedades con entrevistas | Jimmy Kimmel Live                                                                          | Nominado               | [ 7 ]                  |